# Timon Screech
Timon Screech (* 28. September 1961 in Birmingham, England) ist Professor für japanische Kunstgeschichte an der School of Oriental and African Studies (SOAS) der Universität London. Er ist auf die Edo-Zeit spezialisiert.

## Leben
Er erhielt seinen BA  in Japanologie  von Oxford 1985, den Doktor (PhD) in Kunstgeschichte von Harvard 1991. Er hat auch in Genf studiert.
Screech ging nach seinem Studienabschluss an die School of Oriental and African Studies in London. an den Fachbereich für Kunstgeschichte und Archäologie. Er hat dort seit 2006 einen Lehrstuhl für japanische Kunstgeschichte inne. Screech war Gastprofessor an der University of Chicago und an der Gakushūin-Universität und an der Waseda-Universität in Tokyo. Er hat auch an der privaten Universität in Tama bei Tokyo unterrichtet. 2014 wurde er in die Academia Europaea gewählt, 2018 in die British Academy.

## School of Oriental and African Studies
Screechs Fach an der SOAS ist die japanische Kunstgeschichte mit Schwerpunkten auf der Malerei der Edo-Zeit, den Kontakten zwischen Japan und Europa im 18. Jahrhundert, der japanische Wissenschaftsgeschichte. Zu seinen Interessengebieten zählt auch die kritische Reflexion auf die Kunstgeschichte.

## Sainsbury Institute
Screech ist ein Londoner Mitglied des 1999 von Sir Robert Sainsbury und Lady Sainsbury gegründeten Zentrums für das Studium japanischer Kunst und Kultur. Das unabhängige Sainsbury Institute for the Study of Japanese Arts and Cultures arbeitet eng mit der University of East Anglia und der SOAS zusammen.

### Japan Society, London
Screech ist führendes Mitglied der Londoner Japangesellschaft (Japan Society of London).

## Veröffentlichungen (Auswahl)
- 2007: Ningen kouryuu no edo bijutsushi [Edo-Kunst und Personentausch], University of Tokyo Press, Tokyo.
- 2006: Secret Memoirs of the Shoguns: Isaac Titsingh and Japan, 1779-1822. London: Routledge Curzon. ISBN 0203099850 OCLC 65177072, Google Books
- 2006: Edo no igirisu netsu [England in der Edo-Zeit]. Kodansha, Tokyo. ISBN 4-0625-8352-6
- 2005: Pictures, the Most Part Bawdy: The Anglo-Japanese Painting Trade in the Early 1600s. In: Art Bulletin. Band 87, Nr. 1, S. 50–72.
- 2005: Introduction. In: Tim Screech, Herausgeber: Japan Extolled and Decried: Park Oeter Thunberg and the Shogun's Realm. RoutledgeCurzon, London.
- 2005, Herausgeberschaft: Japan Extolled and Decried: Carl Peter Thunberg and Japan. RoutledgeCurzon, London. ISBN 0-7007-1719-6 (gebunden); ISBN 978-0-203-02035-7 (E-Book)
- 2003: Sex and Consumerism in Edo Japan. In: Consuming Bodies: Sex and Consumerism in Japanese Contemporary Art, Reaktion, London.
- 2002: Dressing Samuel Pepys: Japanese Garments and International Diplomacy in the Edo Period. In: Orientations. Band 2, S. 50–57.
- 2002: Erotyczne obrazy japonskie 1700-1820. Universitas Krakow. ISBN 1-8618-9030-3
- 2002: The Edo Pleasure Districts as 'Pornotopia. In: Orientations, Band 2, S. 36–42.
- 2001: The Birth of the Anatomical Body. In: Births and Rebirths in Japanese Art, Hotei Press, Leiden.
- 2001: The Visual Legacy of Dodonaeus in Botanical and Human Categorisation. In: Dodonaeus in Japan: Translation and the Scientific Mind in Tokugawa Japan, Leuven University Press, Leuwen.
- 2000, Redaktion: The Shogun's Painted Culture: Fear and Creativity in the Japanese States, 1760-1829, London. ISBN 1-8618-9064-8
- 1998, Redaktion: Sex and the Floating World: Erotic Imagery in Japan, 1720-1810. London. ISBN 1-86189-030-3.
- 1997: Edo no karada o hiraku [Öffnung des Edo Körpers]. Sakuhinsha, Tokyo. ISBN 4-8789-3753-X.
- 1996: The Western Scientific Gaze and Popular Imagery in Later Edo Japan. Cambridge: Cambridge University Press. ISBN 0-5214-6106-5.